# Crown Mountain
Crown Mountain, montagne culminant à 474 mètres d'altitude, est le point culminant des îles Vierges des États-Unis.
Ce n'est pas le plus haut sommet des îles Vierges, puisque le mont Sage situé sur l'île Tortola (îles Vierges britanniques) atteint lui 530 mètres d'altitude.